# Gotham (sèrie de televisió)
Gotham és una sèrie de televisió estatunidenca creada per Bruno Heller i produïda per Warner Bros. Està basada en els personatges dels còmics de Batman publicats per DC Comics. La sèrie va ser emesa per primera vegada Fox el 22 de setembre de 2014 i va acabar la seva emissió el 25 d'abril de 2019, al cap de cinc temporades i un total de 100 episodis. A la sèrie apareix Ben McKenzie interpretant a James Gordon, Donal Logue com a Harvey Bullock i David Mazouz qui interpreta a Bruce Wayne. Gotham segueix els primers anys d'en Gordon a Departament de Policia de la Ciutat de Gotham després de la mort dels pares d'en Bruce.
El desenvolupament de la sèrie va començar el setembre de 2013 i Bruno Heller va estar contracta per Fox per ser el guionista i productor executiu. El març de 2017, originalment, Fox va demanar 16 episodis, però finalment ho van allargar fins a 22. El rodatge, principalment, va tenir lloc a la ciutat de Nova York. El maig de 2018, Fox va renovar la sèrie per una cinquena i última temporada, que va consistir en 12 episodis i es van començar a emetre el 3 de gener de 2019 i l'últim capítol de la temporada i de la sèrie va ser emès el 25 d'abril de 2019. El 28 de juliol de 2019, una sèrie preqüela centrada en un Pennyworth jove (interpretat per Jack Bannon) va ser estrenada a Epix. Des del 13 d'octubre de 2021, Victoria Cartagena reprèn el seu paper de Renee Montoya en la tercera temporada de la sèrie Batwoman, de l'Arrowverse de CW.

## Trama
Durant la primera temporada, el detectiu James Gordon del GCPD (Departament de Policia de la Ciutat de Gotham) i el seu company corrupte Harvey Bullock els donen la feina de resoldre una sèrie de casos criminals a Gotham City, entre ells l'assassinat dels pares de Bruce Wayne. Una guerra entre bandes de carrer comença entre les famílies criminals liderades per Carmine Falcone, Sal Maroni i Fish Mooney i el lladre Oswald Cobblepot.
A la segona temporada, Theo Galavan ressorgeix a Gotham per tal de matar en Bruce; en Gordon és incriminat de l'assassinat d'Edward Nygma i al Manicomi d'Arkham, el Professor Hugo Strange du a terme experiments poc convencionals en un lloc secret anomenant Indian Hill que transforma els presoners en monstres.
A la tercera temporada, en Grodon es converteix en un caça-recompenses que intenta eliminar els monstres creats a Indian Hill. En Jervis Tetch amenaça la seguretat de la ciutat amb u virus mortal. En Cobblepot i la Nygma tenen problemes per controlar Gotham. I a en Bruce, la Court of Owl, li diu que trobi Ra's al Ghul per tal d'acabar el seu entrenament.
Durant la quarta temporada, en Bruce comença a lluitar contra el crim com un vigilante emmascarat per tal de preparar-se per retorn de Ra's al Ghul. La Sofia Falcone arriba a Gotham per reclamar el criminal Cobblepot, qui ha establert una nova llei de "crim amb llicència". En Jeramiah Valeska forma una aliança amb Ra's al Ghul per tornar la ciutat en una ruïna abandonada, forçant en Bruce a convertir-se en el Cavaller de la Nit de Gotham.
A la cinquena i última temporada, en Gordon i els seus aliats intenten tornar a posar ordre a Gotham. La Nyssa al Ghul està en busca de revenja per la mort del seu pare. L'Eduardo Dorrance aconsegueix el control dels militars de la ciutat de Gotham i en Jeremiah crea un pla per turmentar en Bruce i així acabar de formar el seu vincle com a enemics que s'odien.
Una dècada més tard, en Bruce torna a Gotham com un vigilante amb capa, qui en un principi és perseguit per Gordon. En Jeremiah escapa d'Arkham i fa un pla per aconseguir que en Bruce surti. Després que en Jeremiah hagi sigut derrotat, en Gordon activa un focus reflector a sobre de l'edifici del Departament de Policia de la Ciutat de Gotham mentre el vigilante, a qui Gordon es refereix com a un "amic", mira des de lluny.

## Episodis
| Temporada | Temporada | Episodis | Dates d'emissió        | Dates d'emissió    |
| Temporada | Temporada | Episodis | Primera emissió        | Última emissió     |
| --------- | --------- | -------- | ---------------------- | ------------------ |
|           | 1         | 22       | 22 de setembre de 2014 | 4 de maig de 2015  |
|           | 2         | 22       | 21 de setembre de 2015 | 23 de maig de 2016 |
|           | 3         | 22       | 19 de setembre de 2016 | 5 de juny de 2017  |
|           | 4         | 22       | 21 de setembre de 2017 | 17 de maig de 2018 |
|           | 5         | 12       | 3 de gener de 2019     | 25 d'abril de 2019 |

## Repartiment i personatges
- Ben McKenzie com a James "Jim" Gordon:
Un detectiu d'homicidis que acaba de començar a treballar al Departament de Policia de Gotham City (GCPD) i l'han assignat a treballar amb Harvey Bullock.[1] El setembre de 2013, es va anunciar que Fox estava desenvolupant una sèrie de televisió centrada en els primers anys de James Gordon com a detectiu i l'origen varis vilans de Batman.[2] El febrer de 2014, McKenzie va ser escollit per interpretar el paper principal de la sèrie.[3][4] Al descriure el seu personatge, McKenzie va dir que Gordon és un "home veritablement honest. L'últim home honest d'una ciutat plena de gent corrupta. No és un antiheroi, és un heroi de veritat".[5]

- Donal Logue com a Harvey Bullock: un detectiu corrupte del GCPD i el company de James Gordon. A principis de 2014, va ser anunciat que Logue interpretaria a Harvey Bullock.[6][7]

- David Mazouz com a Bruce Wayne:
El fill de 12 anys d'en Thomas i la Marta Wayne. Després de ser testimoni de l'assassinat dels seus pares, forma una relació amb Jim Gordon ja que li promet que trobarà l'assassí dels seus pares.[1] El març de 2014, es va confirmar que Mazouz donaria vida al jove Bruce Wayne.[8][9] Sobre el seu personatge, Mazouz va dir que "mai pots explorar el què estava passant a Bruce Wayne ni el seu procés de dol o què li fa fer la seva ràbia. En aquest punt de la seva vida, està enfadat, espantat, és impulsiu i està sol. Està buscant qualsevol sentit a la mort dels seus pares. Veureu les coses que es fa a ell mateix i a l'altra gent mentre està en dol i veureu com es torna un nen normal un altre cop."[10] Mikhail Mudrik interpreta a la versió adulta d'en Bruce portant la vestimenta de Batman a l'últim capítol de la sèrie.[11][12]

- Sean Pertwee com a Alfred Pennyworth: el lleial majordom de la família Wayne. Quan els pares d'en Bruce moren, ell passa a ser el tutor legal d'en Bruce. El febrer de 2014, juntament amb altres actors, es va anunciar que Pertwee s'uniria al repartiment en el paper d'Alfred Pennyworth.[13][14]

- Robin Lord Taylor com a Oswald Cobblepot / The Penguin: un lladre de poc nivell, però intel·ligent, que treballa per Fish Mooney.[15] El febrer de 2014, Taylor va ser escollit per interpretar a Oswald Cobblepot.[13][14]

- Erin Richards com a Barbara Kean: la promesa d'en James Gordon.[16] Durant la primera temporada, la seva relació es va deteriorant. El febrer de 2014, es va anunciar que Richards interpretaria a Kean.[13][14][16]

- Camren Bicondova com a Selina "Cat" Kyle:
Una orfe de 13 anys que roba per tal de sobreviure i que forma un vincle, tant amistós com amorós, amb en Bruce Wayne. El març de 20014, es va confirmar que Bicondova interpretaria a Selina Kyle.[9] Segons Bicondova, el seu personatge està simplement sobrevivint; també creu que Kyle és "complicada" ja que "ella sent emocions però les amaga."[17] Lili Simmons interpreta a la Selina d'adulta a l'últim episodi de la sèrie.[18][19]

- Cory Michael Smith com a Edward Nygma / The Riddler:
Un forense molt intel·ligent però amb dificultats per socialitzar-se i vol ser agradat però no sap com aconseguir-ho.[20][21] Finalment, Nygma s'acaba convertint en el supervilà Enigma. El maig de 2014, va ser anunciar que Smith interpretaria a Edward Nygma.[21][22] Al cap d'un mes, el personatge de Smith va passar a ser un dels principals.[23] "El què m'agrada sobre la història del personatge és com de diversa és, en quant a la seva interpretació", diu Smith.[24] "Quan estava fent càstings per Gotham, vaig fer-me amb uns quants còmics de diferents dècades, així que tenia perspectiva—han passat uns 75 anys, el qual és molt temps. Volia veure una evolució dels còmics—i del personatge. Anant des de força innocent, ben intencionat, feliç fins a començar a trobar altres parts d'ell mateix que no sabia que tenia. És una persona que és constantment abusada i, és a causa de la ràbia i l'esgotament, que s'adona que quan comences a prendre el control de les situacions, pots començar a guanyar poder—serà una cosa que podrà començar a gaudir."[24]

- Zabryna Guevara com a Sarah Essen (temporades 1–2): la Capitana de d'en James Gordon a la GCPD.[14] El febrer de 2014, es va confirmar que Guevara interpretaria a la Capitana Essen.[13][14]

- Victoria Cartagena com a Renee Montoya (temporada 1): una detectiu de la GCPD i l'antiga promesa de la parella d'en James Gordon, la Barbara Kean.[25] El maig de 2014, Cartagena es va unir al repartiment per interpretar a la Detectiu Montoya; el personatge no va tornar a les següents temporades de Gotham,[23][26] però si que Cartagena va reprendre el seu paper a la tercera temporada de Batwoman.[27]

- Andrew Stewart-Jones com a Crispus Allen (temporada 1): un detectiu de la GCPD i el company de la Detectiu Montoya. El maig de 2014 es va anunciar que interpretaria a Allen; el personatge no va tornar a les següents temporades.[23][26]

- John Doman com a Carmine Falcone (temporada 1–4):[a] un cap de la màfia que té relacions amb el pare d'en James Gordon.[1] Durant la primera temporada, el personatge va apareixent i en les següents tres temporades, Falcone passa a ser un personatge recurrent.[20]

- Jada Pinkett Smith com a Fish Mooney (temporades 1–3):[b]
La persona amb la que Carmine Flacone confia més, però ella està planificant una aixecament i quedar-se amb el lloc de Falcone.[28] Smith va aparèixer durant la primera temporada fins que al capítol final de la temporada, el seu personatge va ser assassinat per Cobblepot.[29] Quan a Smith li van preguntar si tornaria, ella va dir: "Si sobreviu la caiguda. Vaig firmar per un any. No crec que cap de nosaltres pensés que Fish tindria la vida que ha tingut o que fos un dels personatges preferits de la sèrie. […] Si sobreviu, estaria totalment disposada a fer el que fos necessari per continuar servint la història de Gotham".[30] El febrer de 2014 es va anunciar que Smith interpretaria a Mooney.[31][32] El gener de 2016 es va anunciar que Smith reprendria el paper per la segona meitat de la segona temporada.[33][34]

- Morena Baccarin com a Leslie "Lee" Thompkins (temporades 1–5):[c] una doctora que té una relació on-off amb en James Gordon. L'octubre de 2014 es va anunciar que Baccarin donaria vida a la Dra. Thompkins.[35] Baccarin va passar a tenir un paper principal després de la primera temporada.[36]

- James Frain com a Theo Galavan / Azrael (temporada 2): un multimilionari i el germà de la Tabitha Galavan. Galavan planifica una revenja per la seva família i contra la ciutat de Gotham.[37][38] El juny de 2015 es va anunciar que Frain interpretaria el paper durant la segona temporada.[37][39]

- Jessica Lucas com a Tabitha Galavan / Tigress (temporades 2–5): la germana violenta i lleial d'en Theo Galavan. El juny de 2015, Lucas va ser escollida per interpretar el paper de Tabitha Galavan.[39]

- Chris Chalk com a Lucius Fox (temporades 1–5):[d] un treballador de Wayne Enterprises que es guanya la confiança del jove Bruce Wayne.[40] El març de 2015 es va anunciar que Chalk apareixeria al penúltim episodi de la primera temporada en el paper de Fox;[40][41] el maig d'aquell mateix any, Fox va passar a ser un personatge principal de la segona temporada.[42]

- Drew Powell com a Butch Gilzean / Cyrus Gold / Solomon Grundy (temporades 1–4,):[e] la mà dreta de Fish Mooney. El març de 2014, es va anunciar que Powell donaria vida a Gilzean i el juliol de 2015 el seu personatge va passar a ser principal.[44]

- Nicholas D'Agosto com a Harvey Dent (temporades 1–2):[f] un fiscal adjunt de la ciutat de Gotham. El juliol de 2014 es va anunciar que Harvey Dent apareixeria a la sèrie[45] i, a l'octubre d'aquell mateix any, es va revelar que D'Agosto interpretaria al personatge.[46] Més endavant, el personatge va passar a ser principal a la segona temporada.[47]

- Michael Chiklis com a Nathaniel Barnes / The Executioner (temporades 2–3):[48] un botxí que mata als criminals que s'interposen al seu camí. El juliol de 2015 es va anunciar que Chiklis interpretaria a Barnes a la segona temporada.[49]

- Maggie Geha com a Ivy "Pamela" Pepper (temporades 3–4):[g] una dona jove i una antiga amiga de la Selina Kyle. Després de prendre un elixir misteriós, Pepper aconsegueix poders. Durant les dues primeres temporades, el personatge va ser interpretat per Clare Foley, però el juny de 2016 es va anunciar que Geha interpretaria el paper de Foley.[50][51] A l'octubre de 2017 es va anunciar que el personatge estaria interpretat per Peyton List a partir de la quarta temporada.[52]

- Benedict Samuel com a Jervis Tetch / Mad Hatter (temporades 3–5):[h] un hipnotitzador amb el desig incansable de trobar al seva germana perduda Alice.[53] A l'agost de 2016 es va anunciar que Samuel interpretaria a Tetch durant la tercera temporada i que seria un dels personatges principals.[53]

- Crystal Reed com a Sofia Falcone (temporada 4): la filla de Carmine Flacone. Falcone torna a la ciutat de Gotham per ajudar a James Gordon a acabar amb el Pingüí.[54] El juliol de 2017 es va anunciar que Reed interpretaria a la filla del cap de la màfia.[54][55]

- Alexander Siddig com a Ra's al Ghul (temporades 3–4):[i] el poderós líder de la Lliga d'Assassins. El març de 2017 es va anunciar que Siddig apareixeria com a Ra's al Ghul a l'últim episodi de la tercera temporada[56] i més tard, s'anunciaria que Siddig també apareixeria en la quarta temporada.[55]

## Producció

### Desenvolupament
Heller va dir que en un principi no veia massa clara la idea de fer una sèrie sobre super-herois ja que no sabia com escriure sobre persones amb superpoders. També va dir: "No crec que Batman vagi massa bé a la televisió". El fill de Heller li va suggerir que se centrés en James Gordon i Heller va desenvolupar la idea de Gordon investigant l'assassinat dels pares d'en Bruce Wayne. Aquesta idea "ens va donar un put d'inici i ens va permetre explicar la saga des d'un punt molt més anterior que abans".
El 24 de setembre de 2013, Fox va anunciar que la sèrie no havia passat el procés habitual de selecció d'episodi pilot i que Heller havia estat nomenat guionista i productor executiu de Gotham. El 5 de maig de 2014, es va ordenar la primera temporada de Gotham, la qual consistia en 16 episodis (en comptes dels habituals 13 o 22). El 13 d'octubre, Fox va demanar 6 episodis addicionals, completant així la temporada amb 22 episodis en total. Al febrer de 2014, es va dir que la producció començaria a Nova York durant el mes de març i el rodatge de la primera temporada va acabar el març de 2015. El 17 de gener de 2015 la sèrie va ser renovada per una segona temporada. La tercera temporada, també de 22 episodis, va ser renovada per Fox el 16 de març de 2016. El maig de 2017, Fox va renovar Gotham per una quarta temporada, que va ser estrenada el 21 de setembre de 2017. El 13 de maig de 2018, Fox va renovar la sèrie per una cinquena i última temporada, inicialment de 10 episodis, però més tard es van afegir 2 episodis més. La producció de la cinquena temporada va començar el juliol d'aquell mateix any i el primer episodi es va emetre el 3 de gener de 2019.

### Càsting
El gener de 2014, es van aixecar rumors sobre que Daniel Logue interpretaria a James Gordon a la sèrie, l'actor, però, va denegar el rumors a través de Twitter. Tot i així, Logue va ser escollit per interpretar a Harvey Bullock. El febrer de 2014, es va anunciar que Ben McKenzie donaria vida al detectiu James Gordon. A principis de març de 2014, David Mazouz va ser escollit per interpretar a Bruce Wayne, mentre que Camren Bicondova interpretaria a Selina Kyle. Al Chicago Comic & Entertainment Expo, Jim Cunningham va dir que Renee Montoya apareixeria a la sèrie.

### Música
El juliol de 2014, es va anunciar que el compositor Graeme Revell seria l'encarregat de compondre la música de la sèrie.

## Estrena
El primer episodi de la sèrie va ser emès a Warner Bros. Television and DC Entertainment Panel a la Convenció Internacional de Còmics de San Diego el juliol de 2014. Gotham va estrenar-se a Austràlia, a través de Nine Network, el 12 d'octubre.
El setembre de 2014, Warner Bros. va vendre el drets a Netflix. L'episodi número 100 i l'últim de la sèrie, va ser emès el 25 d'abril de 2019.

## Recepció

### Audiència
| Temp. | Hora d'emissió (EDT) | Primera emissió        | Primera emissió     | Última emissió     | Última emissió      | Rank audiència | Mitj. d'audiència (milions) | Rank 18–49 | Mitj. d'audiència 18–49 (milions) |
| Temp. | Hora d'emissió (EDT) | Data                   | Audiència (milions) | Data               | Audiència (milions) | Rank audiència | Mitj. d'audiència (milions) | Rank 18–49 | Mitj. d'audiència 18–49 (milions) |
| ----- | -------------------- | ---------------------- | ------------------- | ------------------ | ------------------- | -------------- | --------------------------- | ---------- | --------------------------------- |
| 1     | Dilluns 20:00        | 22 de setembre de 2014 | 8.21                | 4 de maig de 2015  | 4.93                | 68             | 7.566                       | 30         | 2.8                               |
| 2     | Dilluns 20:00        | 21 de setembre de 2015 | 4.57                | 23 de maig de 2016 | 3.62                | 89             | 5.370                       | 47         | 2.0                               |
| 3     | Dilluns 20:00        | 19 de setembre de 2016 | 3.90                | 5 de juny de 2017  | 3.03                | 100            | 4.52                        | 60         | 1.6                               |
| 4     | Dijous 20:00         | 21 setembre 2017       | 3.21                | 17 de maig de 2018 | 2.20                | 129            | 3.695                       | 80         | 1.2                               |
| 5     | Dijous 20:00         | 3 de gener de 2019     | 2.54                | 25 d'abril de 2019 | 2.19                | 115            | 2.25                        | 92 o 97    | 1.1 o 0.63                        |

### Crítica
Al lloc web Rotten Tomatoes, el conjunt de la sèrie té un 77% de crítiques positives. A Metacritic, també el conjunt de la sèrie, compta amb una nota de 70 sobre 100, basada en 44 ressenyes, i indicant "crítiques generalment favorables".
La primera temporada de Gotham va rebre, generalment, crítiques positives de la crítica. A Rotten Tomatoes, la temporada té un 76%, de les 611 ressenyes, positives i una nota de 6.85 sobre 10. El consens crític diu: "Grans valors de producció, un repartiment talentós i un enfocament d'estil atractiu als mites de Batman, ajuden a Gotham a superar els temes familiars ocasionals." A Metacritic té una nota de 71 sobre 100 basada en 34 ressenyesde crítics, indicant "generalment crítiques favorables".
Sobre el primer episodi de la sèrie, David Hinckley de New York Daily News, va elogiar l'episodi perquè va ser "com una pel·lícula de 45 minuts, amb unes imatges impressionants que mai se senten com una versió televisiva reduïda de les pel·lícules de Batman, amb les quals, inevitablement, es compararà" i també va elogiar Harvey Bullock de Logue com a robador d'escenes. Darren Orf d'Entertainment Weekly diu que "Bruno Heller no tarda en introduir la seva audiència al món homicida de la ciutat de Batman" i també va elogiar la manera amb que Daniel Logue interpreta a Harvey Bullock, dient que "és divertit de veure [a Bullock]—tot i no estar al 100 per cent segur de les seves intencions".
La segona temporada de Gotham va rebre, en general, bones crítiques. Al lloc web Rotten Tomatoes, la temporada té una aprovació del 74% entre les 324 ressenyes de crítics i una nota mitjana de 6.55/10. El consens crític diu: "Tot i que encara és tonalment desigual a la segona temporada, Gotham ha tornat amb un enfocament renovat, allunyant-se de les trames inconnexes del "cas de la setmana" a una història "serialitzada" més fosca i estable". A Metacritic té una nota de 62 sobre 100 basada en 6 ressenyesde crítics, indicant "generalment crítiques favorables".
La tercera temporada de Gotham va rebre, en general, bones crítiques. Al lloc web Rotten Tomatoes, la temporada té compta amb un 74% de ressenyes positives, tenint en compte les 260 ressenyes de crítics i té una nota mitjana de 7.4/10. El consens crític diu: "La tercera temporada de Gotham fa volar la bandera estranya de la sèrie amb un efecte emocionant, però és molt més divertit passar temps amb els supervilans que no pas amb qualsevol dels altres personatges."
La quarta temporada de Gotham va rebre, en general, bones crítiques. Al lloc web Rotten Tomatoes, la temporada té un 77%, de les 22 ressenyes, positives i compta amb una nota mitjana de 7.4/10. El consens crític diu: "Tot i que a vegades pateix una sobrecàrrega narrativa que soscava el drama, la quarta temporada de Gotham acaba forta, centrant-se en la transició de Bruce Wayne fins a l'estimat heroi que el seu públic espera."
La cinquena i última temporada de Gotham va rebre, en general, bones crítiques. Al lloc web Rotten Tomatoes, la temporada té compta amb un 85% de ressenyes positives, tenint en compte les 20 ressenyes de crítics i té una nota mitjana de 7.2/10. El consens crític diu: "Gotham conclou amb un gloriós joc gratuït que aprofita al màxim la densa llista de vilans de la sèrie, donant lloc a un clímax estès que és a parts iguals divertit i emocionant."
A Metacritic, l'últim episodi de la sèrie compta amb una nota de 8.2 sobre 10, basada en 6 ressenyes, indicant "aclamació universal". Sobre l'últim episodi, Sydney Bucksbaum deThe Hollywood Reporter, diu que el fet que l'episodi passi 10 anys més endavant, fa que "sembli més una pel·lícula de Batman que no pas un episodi de la sèrie sobre els orígens de Batman" tot i destacar que Bruce Wayne va estar en molt poques escenes de l'episodi. Matt Fowler d'IGN va posar a l'episodi una nota de 8.3 sobre 10, dient que "L'episodi final de Gotham funciona més que no pas no funciona, ja que el salt temporal permet tant al Cavaller de la Nit com al Clown Prince a sorgir".

### Premis i nominacions
| Any                                         | Premis                                             | Categoria | Nominat(s) | Resultat          | Ref.                    |
| Primera temporada                           | Primera temporada                                  | Primera temporada | Primera temporada | Primera temporada | Primera temporada       |
| ------------------------------------------- | -------------------------------------------------- | --- | --- | ----------------- | ----------------------- |
| 2014                                        | Premis Critics' Choice Television                  | Sèrie nova més emocionant | Gotham | Guanyador         | [ 121 ]                 |
| 2015                                        | American Society of Cinematographers               | Millor episodi d'una sèrie | Christopher Norr (per "Spirit of the Goat") | Nominat           | [ 122 ] [ 123 ]         |
| 2015                                        | American Society of Cinematographers               | Millor pel·lícula per a televisió, minisèrie o episodi pilot                                                                           | David Stockton (per "Pilot") | Nominat           | [ 122 ] [ 123 ]         |
| 2015                                        | Art Directors Guild                                | Millor disseny artístic per una sèrie d'època o fantàstica                                                                             | Doug Kraner (per “Pilot,” “Selina Kyle” i “Arkham”) | Nominat           | [ 124 ] [ 125 ]         |
| 2015                                        | Premis Gracie                                      | Millor drama | Gotham | Guanyador         | [ 126 ]                 |
| 2015                                        | Motion Picture Sound Editors                       | Millor banda sonora de televisió en format curt                                                                                        | Ashley Revell (per "Lovecraft") | Nominada          | [ 127 ] [ 128 ]         |
| 2015                                        | Premis NAACP Image                                 | Millor actriu de repartiment en una sèrie dramàtica                                                                                    | Jada Pinkett Smith | Nominada          | [ 129 ]                 |
| 2015                                        | Premis People's Choice                             | Drama televisiu nou preferit | Gotham | Nominat           | [ 130 ] [ 131 ]         |
| 2015                                        | Premis People's Choice                             | Actor preferit d'una nova sèrie | Ben McKenzie | Nominat           | [ 130 ] [ 131 ]         |
| 2015                                        | Premis People's Choice                             | Actriu preferida d'una nova sèrie | Jada Pinkett Smith | Nominada          | [ 130 ] [ 131 ]         |
| 2015                                        | Premis Saturn                                      | Millor adaptació d'un superheroi en una sèrie                                                                                          | Gotham | Nominat           | [ 132 ] [ 133 ]         |
| 2015                                        | Premis Saturn                                      | Millor actuació per un actor jove en una sèrie                                                                                         | Camren Bicondova | Nominada          | [ 132 ] [ 133 ]         |
| 2015                                        | Premis Creative Arts Emmy                          | Millor disseny de producció per un programa de fantasia o de narrativa contemporània (una hora o més)                                  | Doug Kraner, Laura Ballinger Gardner & Regina Graves (per "Pilot") | Nominats          | [ 134 ] [ 135 ] [ 136 ] |
| 2015                                        | Premis Creative Arts Emmy                          | Millor vestuari per una sèrie, minisèrie o pel·lícula d'època/fantasia                                                                 | Lisa Padovani & Danielle Schembre-Borakovsky (per "Under The Knife") | Nominades         | [ 134 ] [ 135 ] [ 136 ] |
| 2015                                        | Premis Creative Arts Emmy                          | Millor edició de so d'una sèrie | George Haddad, Dale Chaloukian, Chad J. Hughes, Ashley Revell & Joseph Sabella (per "All Happy Families Are Alike")                                                      | Nominats          | [ 134 ] [ 135 ] [ 136 ] |
| 2015                                        | Premis Creative Arts Emmy                          | Millors efectes especials | Joseph Bell, Erin Perkins, Eric Deinzer, Sina San, Adam Coggin, Mark Nazal, Henrique Reginato & Errol Lanier (per "Lovecraft")                                           | Nominats          | [ 134 ] [ 135 ] [ 136 ] |
| Segona temporada                            |                                                    | | |                   |                         |
| 2016                                        | Premis People's Choice                             | Drama televisiu preferit | Gotham | Nominat           | [ 137 ]                 |
| 2016                                        | Premis Teen Choice                                 | Sèrie dramàtica | Gotham | Nominat           | [ 138 ]                 |
| 2016                                        | Premis Teen Choice                                 | Actor dramàtic | Ben McKenzie | Nominat           | [ 138 ]                 |
| 2016                                        | Premis Teen Choice                                 | Vilà de televisió | Cameron Monaghan | Nominat           | [ 138 ]                 |
| 2016                                        | Premis Creative Arts Emmy                          | Millor fotografia en sèrie d'una hora                                                                                                  | Crescenzo Giacomo Notarile (per "Azrael") | Nominat           | [ 134 ] [ 139 ]         |
| 2016                                        | Premis Creative Arts Emmy                          | Millor edició de so d'una sèrie | George Haddad, Julie Altus, Chad J. Hughes, Dale Chaloukian, Ashley Revell, Joseph T. Sabella & Joan Rowe (per "Azrael")                                                 | Nominats          | [ 134 ] [ 139 ]         |
| 2016                                        | Premis Creative Arts Emmy                          | Millor coordinació d'escenes perilloses d'una sèrie, minisèrie o pel·lícula                                                            | Norman Douglass | Nominat           | [ 134 ] [ 139 ]         |
| Tercera temporada                           |                                                    | | |                   |                         |
| 2017                                        | Premis Saturn                                      | Millor adaptació d'un superheroi en una sèrie                                                                                          | Gotham | Nominat           | [ 140 ]                 |
| 2017                                        | Premis Teen Choice                                 | Sèrie d'acció | Gotham | Nominat           | [ 141 ]                 |
| 2017                                        | Premis Teen Choice                                 | Vilà de televisió | Cory Michael Smith | Nominat           | [ 141 ]                 |
| 2017                                        | Premis Creative Art Emmy                           | Millor edició de so d'una sèrie | George Haddad, Chad J. Hughes, Dale Chaloukian, David Barbee, Julie Altus, Ashley Revell, Joey Sabella & Joanie Rowe (per "Destiny Calling")                             | Nominats          | [ 134 ] [ 142 ]         |
| 2017                                        | Premis Creative Art Emmy                           | Millors efectes especials | Thomas Mahoney, Matthew Wheelon Hunt, Alex Gitler, Sina San, Michael Capton, Jon Anastasiades, Ryan Bauer, Mark Anthony J. & Nazal, Randy Little (per "Heavydirtysoul")  | Guanyadors        | [ 134 ] [ 142 ]         |
| 2017                                        | Premis Creative Art Emmy                           | Millor coordinació d'escenes perilloses d'una sèrie, minisèrie o pel·lícula                                                            | Norman Douglass | Nominat           | [ 134 ] [ 142 ]         |
| Quarta temporada                            |                                                    | | |                   |                         |
| 2018                                        | Premis Saturn                                      | Millor sèrie de superheroi | Gotham | Nominat           | [ 143 ] [ 144 ]         |
| 2018                                        | Premis Saturn                                      | Millor actuació per un actor jove en una sèrie                                                                                         | David Mazouz | Nominat           | [ 143 ] [ 144 ]         |
| 2018                                        | Premis Creative Art Emmy                           | Millors efectes especials | Thomas Joseph Mahoney, Matthew Hunt, Ryan E Bauer, Sina San, Sebastiano D'Aprile, Jon Anastasiades, Mike Brumit, Tim Withers & Randy Little (per "That's Entertainment") | Nominats          | [ 134 ] [ 145 ]         |
| 2018                                        | Premis Teen Choice                                 | Sèrie d'acció | Gotham | Nominat           | [ 146 ]                 |
| 2018                                        | Premis Teen Choice                                 | Actor d'acció de TV | David Mazouz | Nominat           | [ 146 ]                 |
| 2018                                        | Premis Teen Choice                                 | Vilà de televisió | Cameron Monaghan | Nominat           | [ 146 ]                 |
| Cinquena temporada                          |                                                    | | |                   |                         |
| 2019                                        |                                                    | | |                   |                         |
| Premis Saturn                               | Millor sèrie de superheroi                         | Gotham | Nominat | [ 147 ] [ 148 ]   |                         |
| Premis Saturn                               | Millor actuació per un actor jove en una sèrie     | David Mazouz | Nominat | [ 147 ] [ 148 ]   |                         |
| Premis Creative Art Emmy                    | Millor edició de so d'una sèrie de drama o comèdia | George Haddad, Chad J. Hughes, Julie Altus, Ashley Revell, Joseph T. Sabella & Rick Owens (per "Legend Of The Dark Knight: I Am Bane") | Nominats | [ 134 ] [ 149 ]   |                         |
| Premis Teen Choice                          | Sèrie d'acció                                      | Gotham | Nominat | [ 150 ]           |                         |
| Premis Teen Choice                          | Actor d'acció de TV                                | Ben McKenzie | Nominat | [ 150 ]           |                         |
| Premis Teen Choice                          | Vilà de televisió                                  | Cameron Monaghan | Guanyador | [ 150 ]           |                         |
| Premis American Society of Cinematographers | Sèrie per televisió                                | David Stockton (per "A Dark Knight: Queen Takes Knight")                                                                               | Nominat | [ 151 ]           |                         |